# 엡손 PX-8 제네바

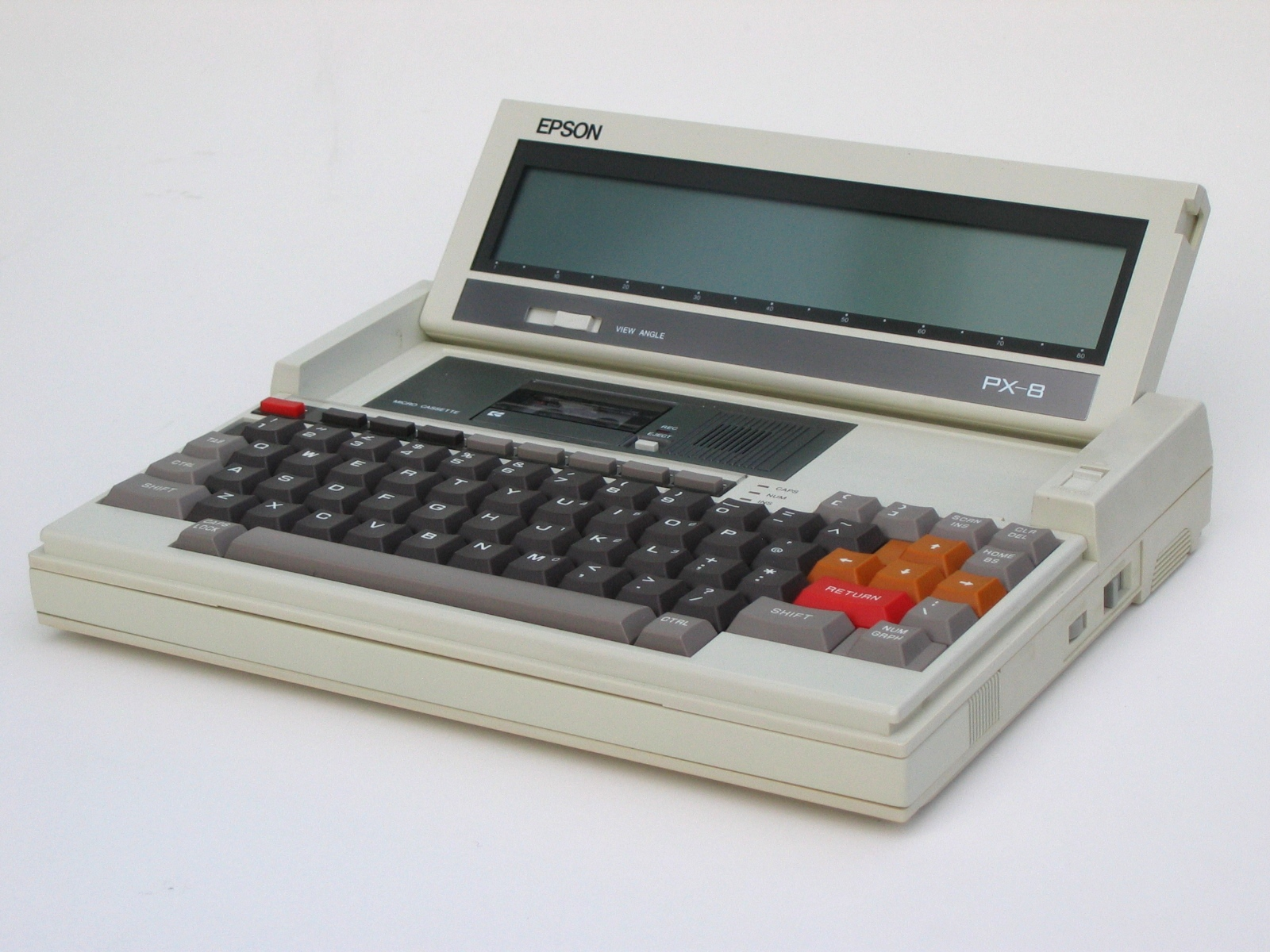
엡손 PX-8

엡손 PX-8 제네바(Epson PX-8 Geneva, Epson PX-8, 일명 제네바)는 1980년대 중반 엡손이 만든 소형 노트북 컴퓨터이다.
자일로그 Z80 호환 마이크로프로세서를 탑재했으며 CP/M-80 운영체제의 맞춤형 버전은 물론 드라이브로 취급되는 한 쌍의 ROM 소켓의 다양한 애플리케이션도 실행했다.
 파일 저장을 위해 마이크로카세트 드라이브가 내장되어 있었다. 마이크로카세트 드라이브는 CP/M에 디스크 드라이브로 통합되어 있으며 기본 지정은 H:이다.
PX-8에는 내부 디스크 드라이브가 없었고 대신 메모리를 응용 프로그램 메모리와 RAM 디스크로 분할하거나 외부 60KB 또는 120KB 지능형 RAM 디스크 모듈을 연결할 수 있었다(내부적으로는 64K 및 128K이지만 일부 프로세서에 사용됨) 지능형 RAM 디스크 모듈에는 백업 배터리가 있는 자체 Z80 프로세서가 있다.
PX-8에는 80열 x 8라인 LCD 디스플레이가 있었는데, 이는 단색이고 백라이트가 없었다. 내부 니켈-카드뮴 배터리를 사용했으며 워드 프로세싱 소프트웨어를 사용할 때 배터리 수명은 6~8시간 범위였다. 내부 RAM에 대한 백업을 제공하는 추가 배터리이다.
휴대용 프린터, 바코드 리더기, 초기 3.5인치 디스켓 드라이브인 PF-10 등 다양한 독점 액세서리를 사용할 수 있었다. HX-20의 디스크 드라이브도 사용할 수 있다. ROM 카트리지 슬롯의 경우 기본, CP/M 유틸리티, Portable WordStar, CalcStar, Scheduler, dBase II 및 Portable Cardbox-Plus 등 다양한 애플리케이션을 사용할 수 있다.
PX-8은 특히 TRS-80 모델 100 휴대용 컴퓨터와 비교할 때 처음에는 상업적인 성공을 거두지 못했지만 DAK 카탈로그를 통해 미국에서 할인된 가격으로 대량 판매된 후 어느 정도 큰 성공을 거두었다. PX-8은 이전 제품의 일부 기능을 결합했다. HX-20은 휴대 가능하고 배터리로 작동하며 QX-10은 CP/M과 호환된다.
1985년에 엡손은 PX-8과 HX-20의 기능을 결합한 PX-4를 출시했다.